# Cova de l'Alarb (Argelès-sur-Mer)
Pour les articles homonymes, voir Cova de l'Alarb.
La Cova de l'Alarb est un dolmen situé sur la commune d'Argelès-sur-Mer, dans le département français des Pyrénées-Orientales.

## Historique
Le dolmen est mentionné pour la première fois par Pierre Vidal. Le dolmen est classé au titre des monuments historiques par arrêté du 3 novembre 1958.

## Description
Selon Vidal, le dolmen comportait à l'origine un couloir court. La chambre est de forme rectangulaire. Elle ouvre au sud-sud-est. Elle est délimitée par une dalle de chevet (1,24 m de large sur 1 m de hauteur) encadrée par un orthostate côté est (2,25 m de long) et deux dalles côté ouest (de respectivement 1,50 m et 1,35 m de longueur). L'ensemble est recouvert d'une table de couverture (2 m de long sur 1,80 m de large et 0,80 m d'épaisseur). La table de couverture comporte au centre, côté extérieur, un grand bassin (0,40 m de diamètre) d'origine naturelle avec un déversoir aménagé et poli qui rejoint un autre bassin dans le rocher voisin.L'entrée comporte une dalle basse matérialisant le seuil. Toutes les dalles sont en pegmatite d'origine locale. Le tumulus est de forme circulaire.

## Folklore
Son nom signifie littéralement en catalan la grotte de l'Arabe, l'expression el arab ayant donné par la suite alarb faisant référence aux invasions maures du VIIIe siècle, ayant pris progressivement le sens de « voleur, pillard »,. Selon une tradition, l'édifice aurait abrité un très vieil homme qui rendait des oracles et selon une autre légende il aurait été construit par un cyclope.